# Västmannaöarnas flygplats
Västmannaöarnas flygplats är en flygplats med två rullbanor i Island. Den ligger på Hemön i Västmannaöarna. Den ligger 99 meter över havet.
Flygplatsen började anläggas i november 1945 och det första flygplanet landade sommaren 1946. Den andra banan, i nord-sydlig riktning, började byggas 1971.

## Bildgalleri

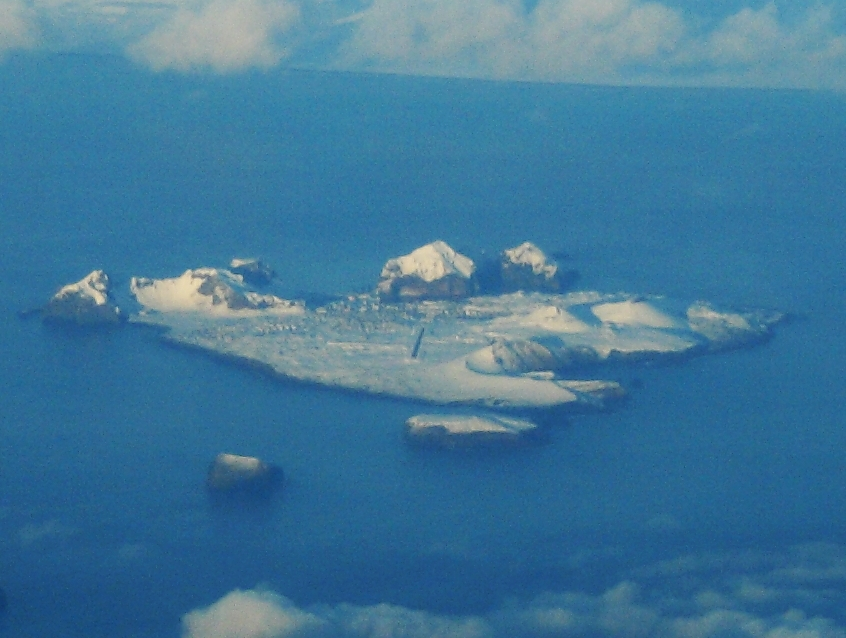
Hemön sedd från söder, med flygplatsen mitt i bilden.
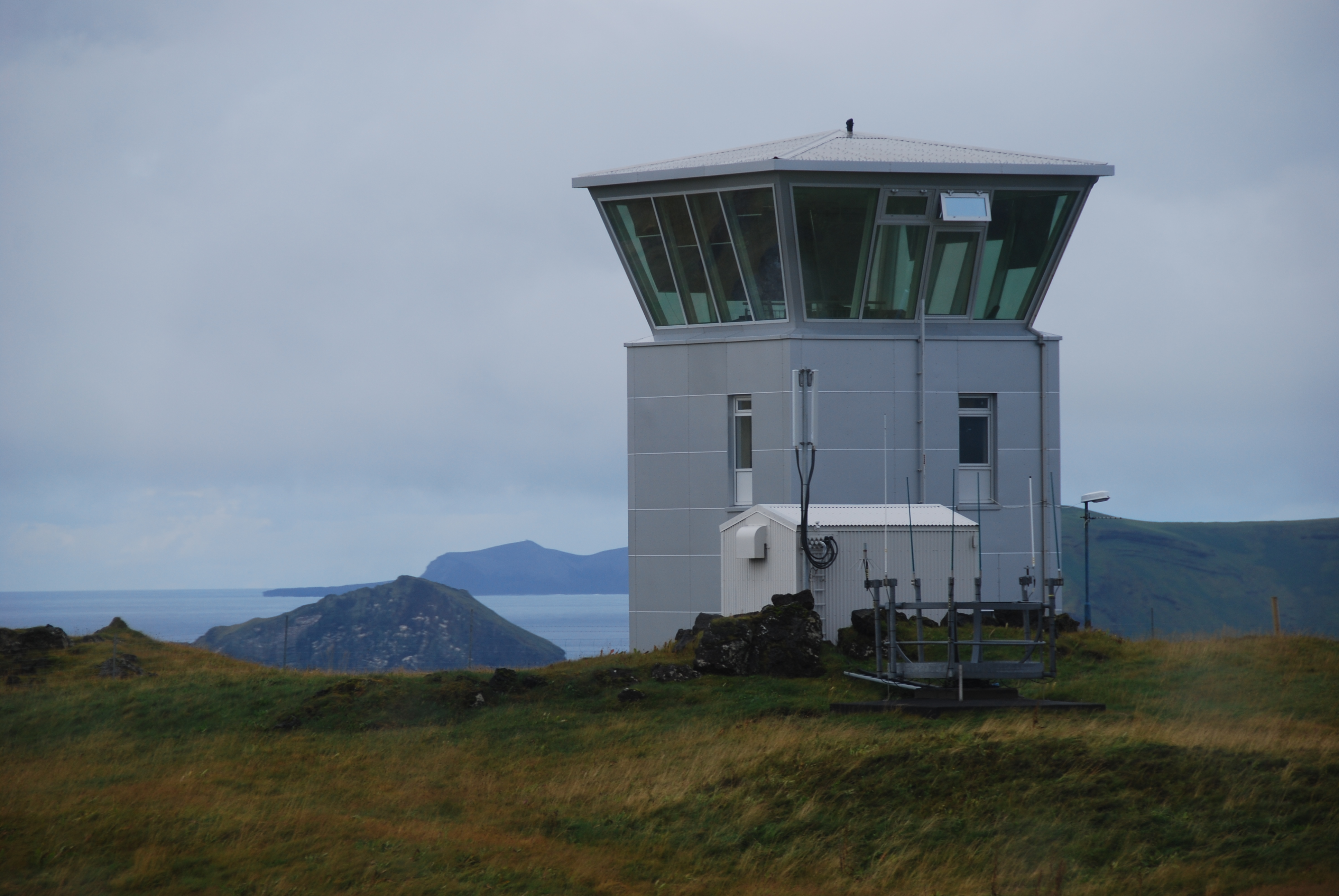
Flygplatstornet.